# NGC 500
NGC 500 (другие обозначения — MCG 1-4-40, ZWG 411.39, NPM1G +05.0056, PGC 5013) — галактика в созвездии Рыбы.
Описывается Дрейером как «очень слабый и очень маленький объект с яркой серединой». Предположительно, открытие сделано было одним из помощников Уильяма Парсонса: Биндоном Стоуни.
NGC 500 имеет размер в 125 тыс. световых лет.
В 1990 году в NGC 500 наблюдалось вспышка сверхновой SN 1990A.
Этот объект входит в число перечисленных в оригинальной редакции «Нового общего каталога».